# Norissteig
Der Norissteig ist ein leichter Klettersteig in der Fränkischen Alb und ein beliebtes Ausflugsziel der Nürnberger Bevölkerung. Noris ist der allegorische Name der Stadt Nürnberg.

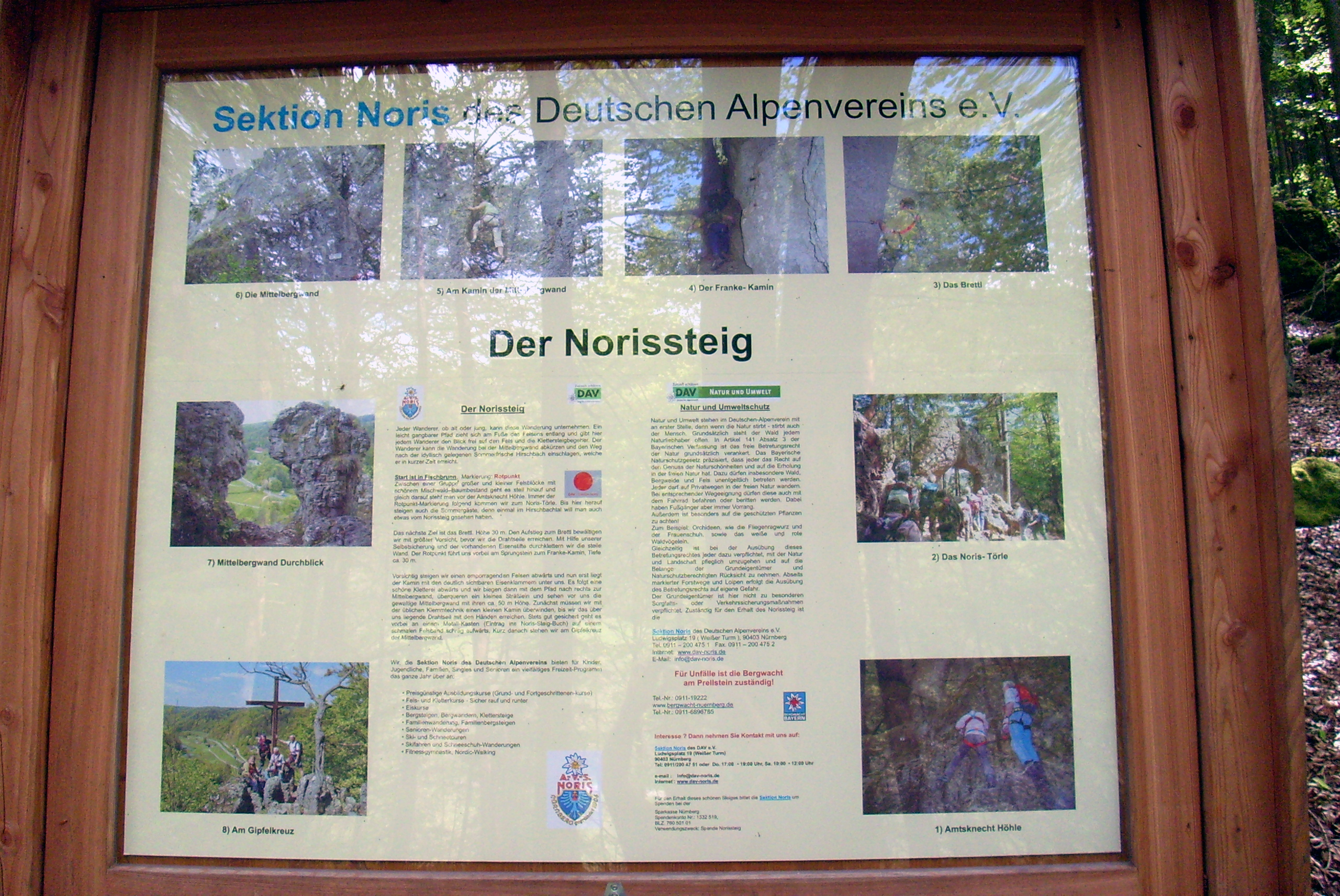
Infotafel

## Geschichte
Der Norissteig wurde 1929 von der Sektion Noris des Deutschen Alpenvereins eingerichtet. Er wird von der Sektion Noris gepflegt und gewartet. Bei Unfällen hilft die Bergwacht Nürnberg, die in Hirschbach eine an Wochenenden besetzte Rettungsstation hat (Schmiedberg-Hütte).

## Lage und Daten

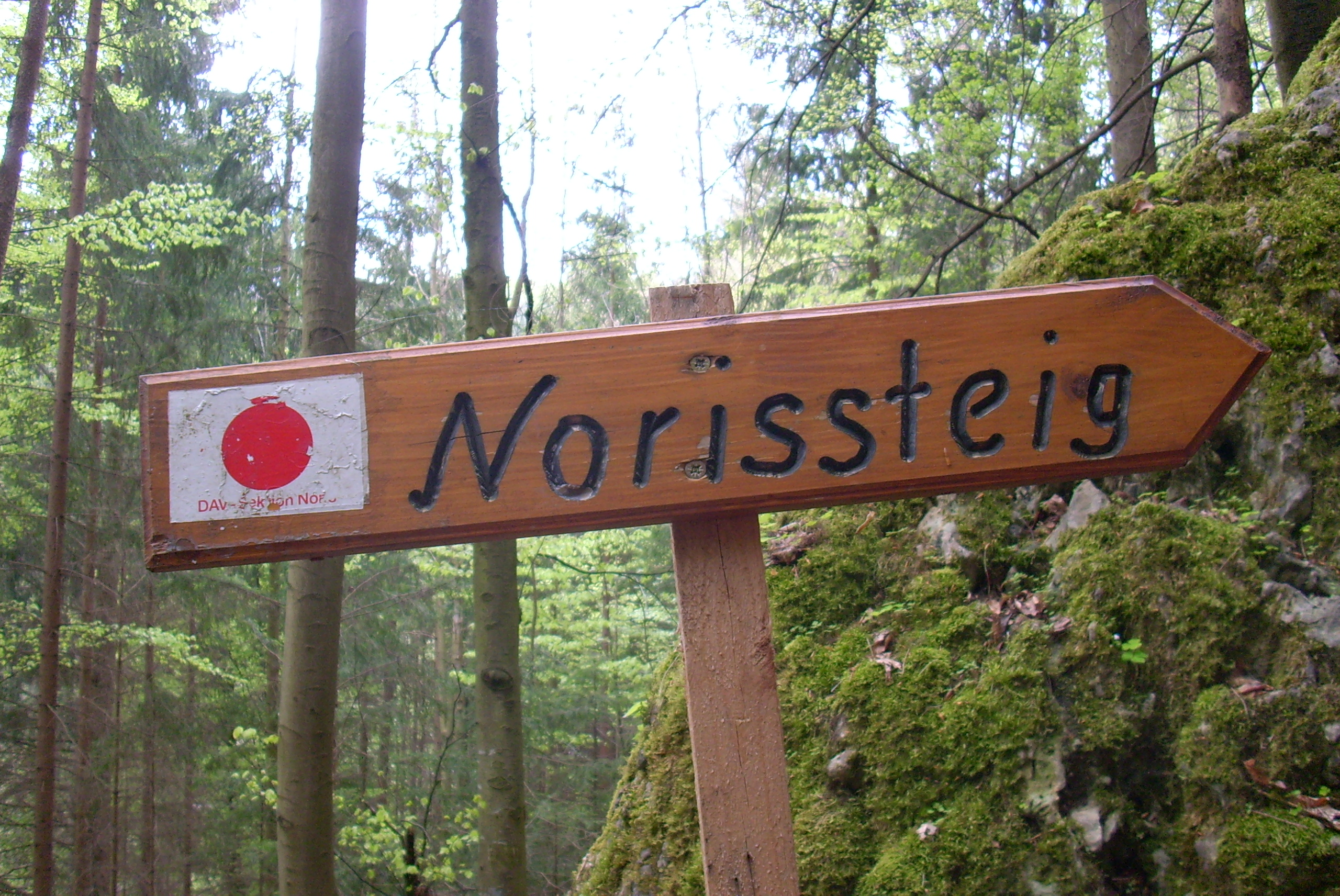
Wegweiser mit rotem Punkt

Der Norissteig ist als Weg auf der OpenStreetMap-Karte eingezeichnet.
Der Norissteig ist eine beeindruckende, mit einem roten Punkt gut ausgeschilderte Wanderung mit Klettersteig-Elementen. Parallel zum Fels verläuft zusätzlich ein Wanderweg. Familien teilen sich oft auf: die Sportlichen und Mutigen wagen sich an die verschiedenen Kletterstellen, die anderen beobachten sie dabei vom Wanderweg aus. Der Klettersteig selbst kann mit größeren Kindern gut begangen werden, für kleinere Kinder bieten sich am Rand immer wieder kleine Felsen und leichte Kletterstellen an. Kinder sind immer zu sichern.
Gute Ausgangspunkte sind die Bahnstation Hohenstadt, der Wanderparkplatz in Fischbrunn, der Wanderparkplatz
1 km südöstlich von Hirschbach oder in umgekehrter Richtung der Parkplatz in Hirschbach.
Von Hohenstadt führt der 5 km lange Zuweg über die Wiesen des Hirschbachtales in einer knappen Stunde durch Eschenbach nach Fischbrunn, von dort in 15 Minuten zur Infotafel am südöstlichen Einstieg des Norissteigs. Der Norissteig selbst führt von Fischbrunn nach Mittelhirschbach. Die Strecke beträgt 6 km und erfordert eine Wanderzeit von 1,5 Stunden. Wenn alle Kletterstellen geklettert werden, kann man mit etwa 3½ bis 4½ Stunden rechnen. Alternativ kann der Norissteig auch als Rundwanderung begangen werden, auf dem Talweg (erst Nr 2 dann waagrechter gelber Strich) wieder zurück zum Ausgangspunkt, dann beträgt die Wanderzeit eine halbe Stunde mehr. Der Norissteig kann auch in Gegenrichtung begangen werden.

## Schwierigkeit
Der Norissteig ist in die Schwierigkeitsklasse A (wenig schwierig) eingeordnet.
Die Bergwacht Nürnberg beurteilt die Schwierigkeit so:
„Der Norissteig ist nur sehr sparsam mit Stahlstiften und Drahtseilen versichert, der I. Grad ist konsequent als nackter Kletterfels belassen. Der Steig führt gezielt über verschiedene Felsgebilde - darüber und quer, an einigen Stellen auch unten durch. Er erfordert weit weniger Kraftaufwand als der benachbarte Höhenglücksteig. Dennoch sollte er nicht ungesichert begangen werden, da der Fels glattgeklettert ist und damit erhöhte Abrutschgefahr besteht. Nicht Schwindelfreie können alle Kletterstellen umgehen. Vorsicht bei Nässe!“
Als Ausrüstung wird ein Klettersteigset empfohlen.

## Sehenswürdigkeiten
Die folgenden Sehenswürdigkeiten sind Naturdenkmäler der Fränkischen Schweiz auf dem Rundwanderweg Norissteig. Für die Klettersteggeher sind sie die eigentlichen Klettersteigstellen.

### Knechtshöhle
Die Knechtshöhle ist eine nur durch leichte Kletterei, gesichert mit einem Drahtseil, zugängliche Höhle mit einem „Fenster“ mitten in einer senkrechten Felswand. Durch dieses Fenster erfolgt der Einstieg, der Ausgang liegt weiter oben und ist ebenfalls mit leichter Kletterei verbunden.

### Noris-Törle
Das Noris-Törle ist ein etwa 10 Meter hoher Fels mit einem 2,5 Meter breiten und 4 Meter hohen  durchgehenden Loch. Der Fels kann bestiegen werden und bietet eine gute Aussicht. An seinem Fuße befindet sich ein Rastplatz, der von vielen Wanderern genutzt wird. Die Felsbrücke ist im Höhlenkataster Fränkische Alb (HFA) als Höhle Noristörle A 193 registriert.

### Brettl
Das Brettl, eine 30 Meter hohe Felswand, in der auf halber Höhe ein schmales Felsband waagrecht entlangführt, ist nur für Schwindelfreie geeignet. An einigen Stellen ist das Band sehr schmal oder gar nicht mehr vorhanden und durch im Fels eingelassene Stahlstifte ersetzt. Der weiteste horizontale Abstand zweier Stahlstifte beträgt etwa einen Meter. Gesichert ist der Weg mit einem Stahlseil als Geländer.

### Castell
Das Castell ist eine Felsformation oberhalb des Brettls. Der Name kommt vom burgenähnlichen Aussehen.

### Sprungstein
Der Sprungstein ist eine tiefe Kluft, die mit einem Sprung zu überwinden ist. Die Stelle wird über ein drahtseilgesichertes Felsband erreicht.
Am Sprungstein befinden sich auch Sportkletterrouten mit Schwierigkeitsgraden von IV bis IX+.

### Franke-Kamin
Der Franke-Kamin ist ein 20 Meter tiefer Kamin, der mit guten Griffen und Tritten leicht zu begehen ist. Wo Tritte fehlen, ist er mit Stahlklammern als Kletterhilfe bewehrt. Seit November 2012 ist der Kamin durchgängig drahtseilgesichert.
Der Franke-Kamin gehört zur Castellwand, die über 40 Sportkletterrouten in den Schwierigkeitsgraden von 3+ bis 10- bietet.

### Mittelbergwand
Die Mittelbergwand ist 50 Meter hoch und nur für Schwindelfreie geeignet. Sie ist mit einem Drahtseil gesichert und schwierigere Stellen sind mit Eisenstiften überbrückt. Der Einstieg beginnt mit einem 8 Meter hohen Kamin. Dann folgt ein nach links diagonal ansteigender langer und ausgesetzter Quergang, eine Steilstufe erfordert etwas Kraft. Der Gipfel mit Gipfelkreuz bietet Aussicht ins Hirschbachtal.
Die Mittelbergwand ist mit über 60 gesicherten Routen ein lohnendes Ziel für Sportkletterer mit Schwierigkeitsgraden von 3 bis 10-.

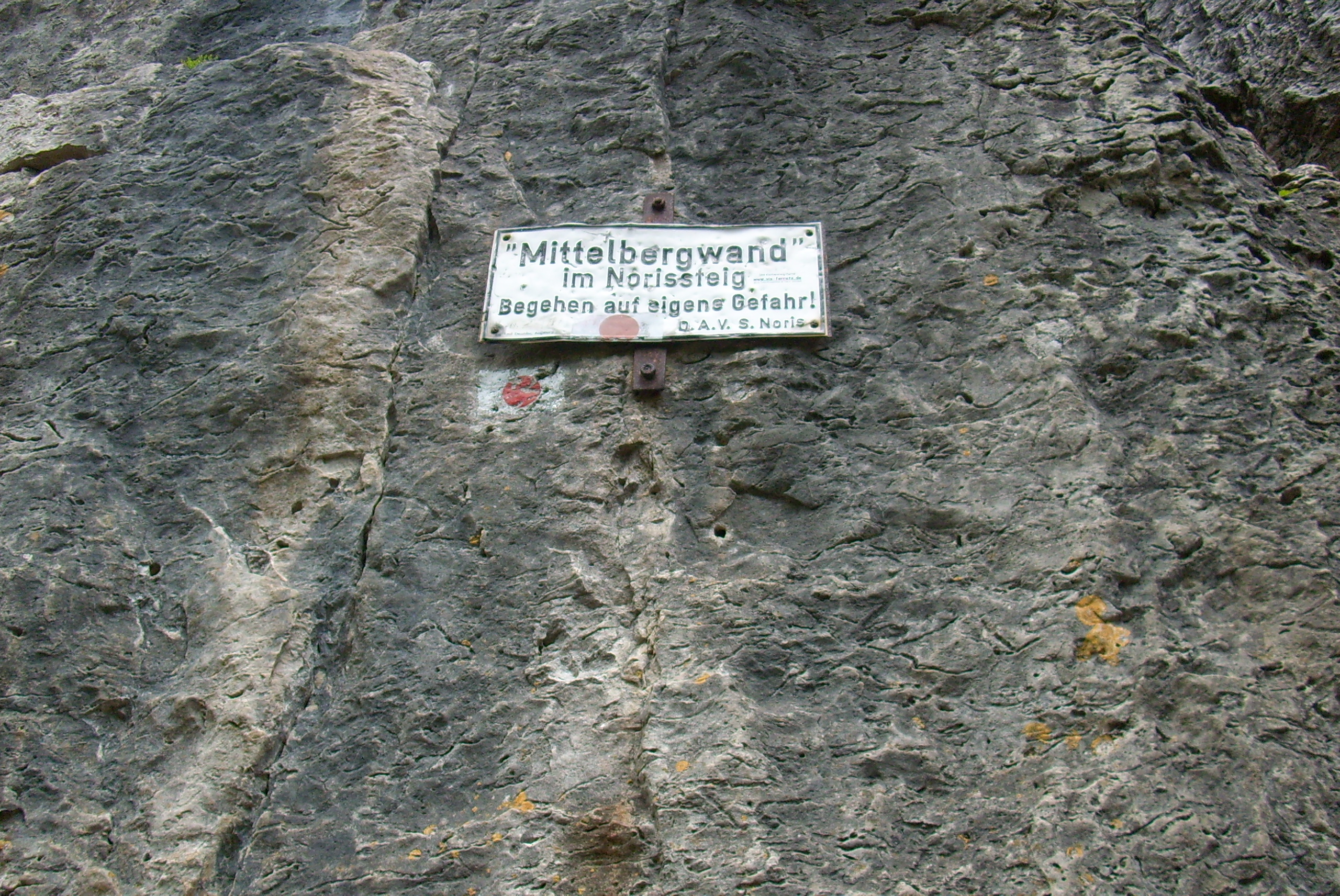
Mittelbergwand
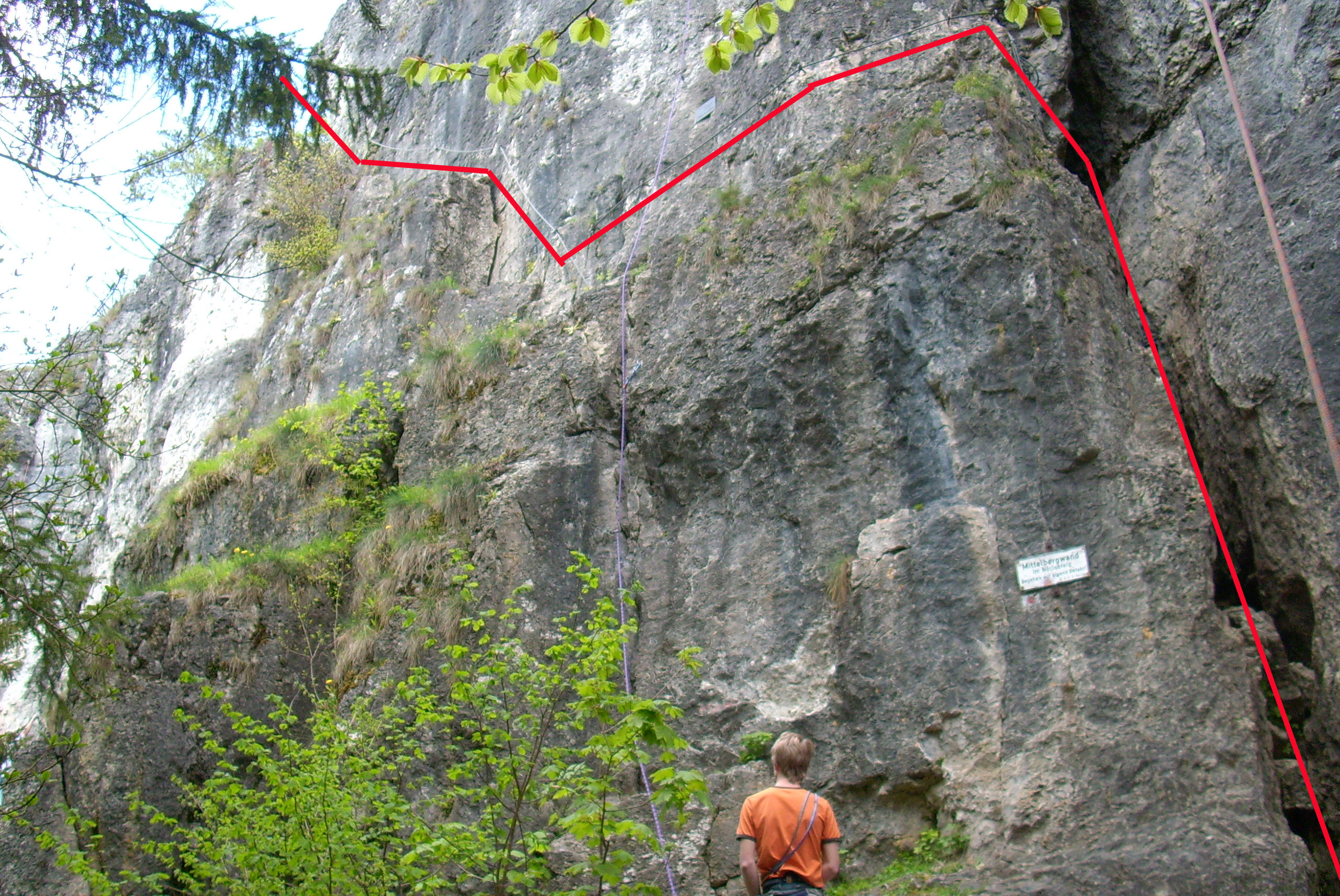
Kamin und Traverse
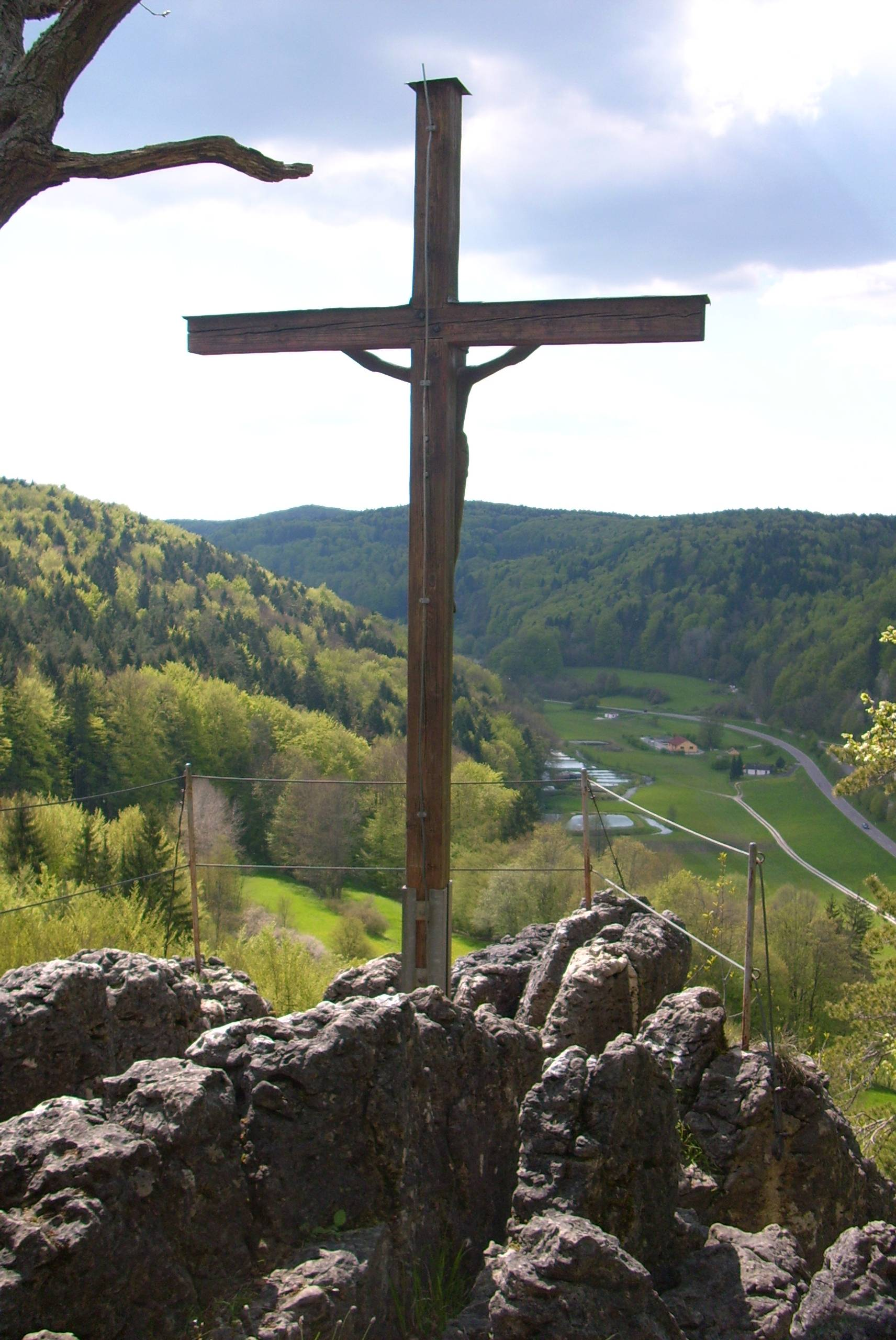
Gipfelkreuz
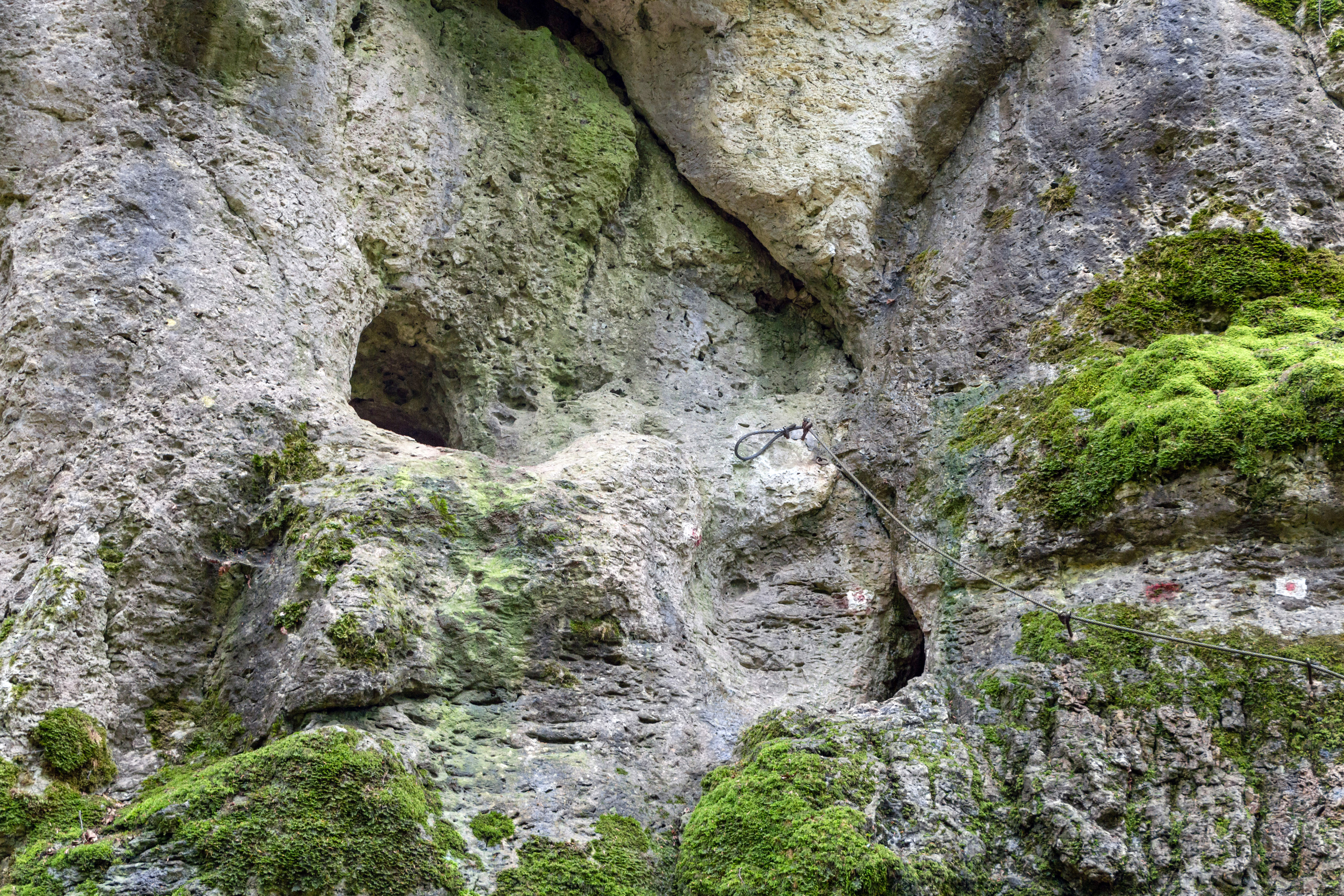
Amtsknechthöhle mit Klettersicherung